# Судна для перевезення діоксиду вуглецю
Станом на 2016 рік індустрія морського транспортування діоксиду вуглецю (СО2, вуглекислий газ) є доволі обмеженою та вимірюється кількома невеликими суднами, що практично всі належать норвезькому хімічному гіганту Yara. Він єдиний займається транспортуванням водним шляхом діоксиду вуглецю високої якості, придатного для використання у харчовій промисловості. Перші три судна такого призначення були споруджені у 1975-1977 роках на гамбурзькій верфі JJ Sietas Schiffswerft (після численних перейменувань з 2004 року носили назви «Yara gas I», «Yara gas II» та «Yara gas III»), їх дедвейт становив 2060, 1964 та 2645 тон. У 2005 році були введені в дію два нових судна – «Yara Embla» та «Yara Froya», споруджені нідерландською Bodewes Shipyard та польською Marine Projects (Gdansk) відповідно, дедвейтом по 3480 тон. Це дозволило через певний час (не пізніше 2013 року) вивести з експлуатації «Yara gas I» та «Yara gas II». 
Разом з тим, вуглекислий газ є найбільш поширеним продуктом, який потрапляє до навколишнього середовища внаслідок діяльності людини. Перш за все мова йде про спалювання органічного палива, хоча окремі хімічні технології також призводять до значних викидів цього газу (наприклад, «вугілля-у-метанол» та «вугілля-у-олефіни»). Оскільки це призводить до посилення «парникового ефекту» із подальшим важкопрогнозованим впливом на середовище існування людства, на початку 21 століття йде масштабний пошук вирішення цієї проблеми. Одним з напрямів є вловлювання діоксиду вуглецю у місцях масового утворення (наприклад, електростанції) із наступним захороненням. Значні витрати на цей процес вимагають пошуку методів його здешевлення. Наразі цілком перспективним є використання вловленого газу для закачування у родовища вуглеводнів в процесі їх розробки, що дозволяє шляхом підтримки пластового тиску збільшити видобуток останніх. 
Варто відзначити, що якби мова йшла просто про закачування надлишкового діоксиду вуглецю у підземні порожнини (передусім ті ж самі родовища вуглеводнів, тільки випрацьовані), то використання у цьому процесі флоту танкерів буде невиправданим, оскільки значно ефективніше знайти подібний відпрацьований об'єкт поблизу джерела викидів та не витрачатись на коштовну технологію морського транспортування газів. Використання перевезень водним транспортом виправдане саме для постачання на родовища у стадії розробки, де можливо отримати синергічний ефект від зменшення забруднення навколишнього середовища та збільшення видобутку, і цим зробити процес рентабельним. При цьому використання танкерів забезпечить гнучкість у виборі точки завантаження та закачування.
Втім, станом на 2016 рік у світі існує лише один газовоз, спеціально створений для транспортування діоксиду вуглецю у спробі реалізувати описану вище концепцію. Він належить нідерландській компанії Anthony Veder (знаному гравцю на ринку перевезень зріджених газів, власнику одного з найбільших флотів етиленовозів) та носить назву “Coral Carbonic”. Судно споруджене у 1999 році, має вантажоємність 1250 м³ та розраховане на перевезення вантажу при температурі -40 oC та тиску 18 МПа.